# 대한민국 형법 제59조의2
대한민국 형법 제59조의2는 보호관찰에 대한 형법총칙의 조문이다.

## 조문
제59조의2(보호관찰) ① 형의 선고를 유예하는 경우에 재범방지를 위하여 지도 및 원호가 필요한 때에는 보호관찰을 받을 것을 명할 수 있다.
②제1항의 규정에 의한 보호관찰의 기간은 1년으로 한다.
[본조신설 1995.12.29.]
第59條의2(保護觀察) ① 刑의 宣告를 猶豫하는 경우에 再犯防止를 위하여 指導 및 援護가 필요한 때에는 保護觀察을 받을 것을 명할 수 있다.
②第1項의 規定에 의한 保護觀察의 기간은 1年으로 한다.
[本條新設 1995.12.29.]

## 참고 문헌
- 신이철, 형법총론, 경찰승진연구회, 2005. ISBN 9788988777886
- 조현욱, 형법총론강의, 진원사, 2008 ISBN 9788990904621
- 손동권, 형법총론, 栗谷出版社, 2011. ISBN 9788991830936